# Fontaine Saint-Quay

La fontaine Saint-Quay (ou fontaine Saint-Ké) est une fontaine située à Saint-Quay-Portrieux, une commune du département des Côtes-d'Armor dans la région Bretagne en France. Elle est située à l'emplacement d'une source créée selon la tradition par la Vierge Marie. Elle inventoriée à l'inventaire général des monuments historiques.

## La légende
Saint-Ké, ermite irlandais du VIe siècle, aurait traversé la Manche pour fonder un monastère à Cléder dans le Finistère. Il aurait ensuite, selon la tradition, repris la mer et débarqué dans l'anse de Kertugal, à l'emplacement du Saint-Quay-Portrieux actuel.
Les lavandières du lieu prirent peur à sa vue, le battirent avec des branches de genêts et le laissèrent pour mort.
Le saint homme pria la Vierge Marie de lui venir en aide. Elle lui apparut et fit jaillir une source près de lui qui soigna ses blessures. Puis elle le guida ensuite jusqu'à un buisson de ronces afin qu'il se repose. Le lendemain, les femmes qui l'avaient battu implorèrent son pardon. Depuis, cette eau est réputée miraculeuse pour la guérison des blessures,.

## Description
Une première construction est réalisée en 1580, pour 4 livres et 8 sous. Tombée en ruines, elle est remplacée, en 1862, par l’édifice actuel construit avec les propres moyens du recteur de Saint-Quay qui organisa dans ce but une grande loterie. Sur l’une de ses faces est gravée l’histoire de sa construction,,.
La fontaine située en contrebas au croisement de deux rues. Elle est de forme de pyramide construite en grand appareil de granite. Composée d'un bassin carré dont le couvrement est formé par une voûte en berceau plein-cintre, elle porte une inscription relatant la légende de saint Quay. Le mur du fond présente une niche à statuette (vide).
Sur le côté droit, elle porte une inscription relatant la légende :

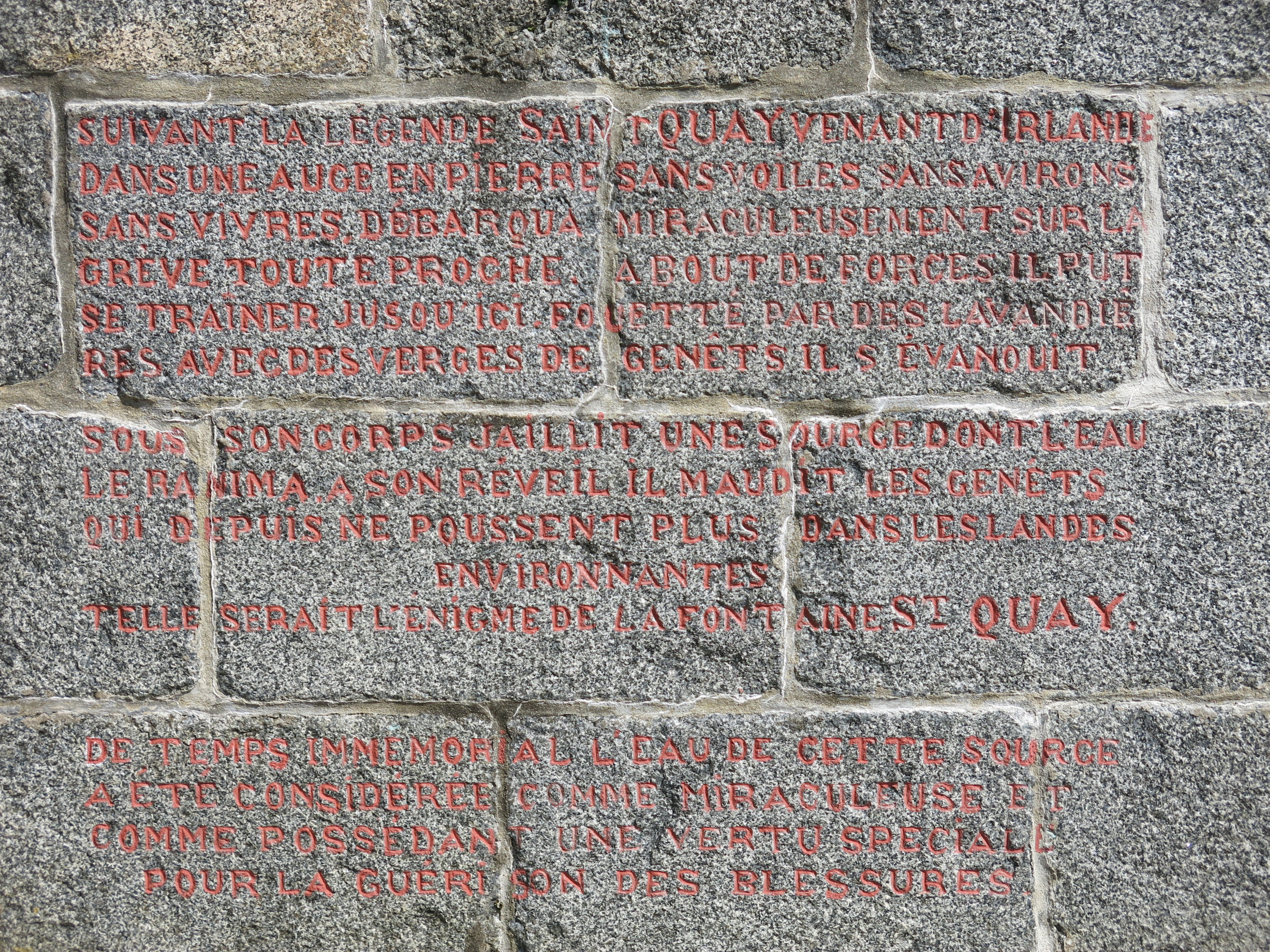
L'inscription sur la droite de la fontaine.

Suivant la légende, Saint-Quay venant d'Irlande dans une auge en pierre, sans voile, sans avirons, sans vivres, débarqua miraculeusement sur la grève toute proche. A bout de forces, il put se traîner jusqu'ici.
Fouetté par les lavandières avec des verges de genêts, il s'évanouit. Sous son corps jaillit une source, dont l'eau le ranima. A son réveil, il maudit les genêts qui depuis ne poussent plus dans les landes environnantes.
Telle serait l'énigme de la fontaine Saint-Quay. de temps immémorial, l'eau de cette source a été considérée comme miraculeuse et comme telle, possédait une vertu spéciale pour la guérison des blessures.